# 吴建宏
吴建宏，中华人民共和国教育部长江学者讲座教授，约克大学数学与统计学院终身教授，加拿大皇家学会院士、加拿大健康科学院院士，主要从事动力系统、生物数学和流行病学等方面的研究工作。